# Abborrtjärnen (Ransäters socken, Värmland)
Abborrtjärnen är en sjö i Munkfors kommun i Värmland och ingår i Göta älvs huvudavrinningsområde.